# Pseudione tanimbarensis
Pseudione tanimbarensis là một loài chân đều trong họ Bopyridae. Loài này được Markham miêu tả khoa học năm 1999.